# Бересфорд, Борис Иванович
 Борис (Перси)Иванович Бересфорд  (1818—1877) — преподаватель английского языка в Казанском университете.

## Биография
Сын майора милиции. Получил хорошее домашнее образование. Прибыв в Россию и получив свидетельство от начальства Варшавского округа в начале 1846 года, Бересфорд был некоторое время гувернером в русских семействах, сначала в Варшаве, а потом в Волынской губернии. Желая получить звание домашнего учителя, приехал в Киев и здесь при университете подвергался испытанию в английском языке, истории английской литературы, арифметике, всеобщей и русской истории, всеобщей и русской географии, прочитал пробную лекцию о недостаточных глаголах, но не мог получить свидетельство на звание домашнего учителя по недостатку документов о своём происхождении.
В виду отличной рекомендации со стороны начальства Киевского университета, Бересфорд был избран лектором английского языка при Казанском университете, допущен к исправлению должности лектора 8 марта 1850 года и утвержден в должности 16 ноября 1851 года. Кроме должности ректора Бересфорд преподавал немецкий язык в университете, состоял преподавателем французского и немецкого языков в Казанской духовной академии.
Получив от начальства Казанского учебного округа свидетельство на звание немецкого и французского языков в гимназиях, назначен учителем немецкого языка при Родионовском институте, занимал должность учителя французского языка в Казанской 2-й гимназии, был младшим учителем французского языка в Казанской 1-й гимназии. Взяв отпуск по домашним обстоятельствам отправился в Англию для обозрения учебных заведении, был в Соединенных Штатах и в Филадельфии, затем избран членом исторического общества в Пенсильвании. Вернулся в Казань в начале 1862 года, в том же году был избран членом-корреспондентом Московского общества сельского хозяйства. После 25-летней службы по учебному ведомству Бересфорд был оставлен на службе ещё на 5 лет. Скончался 29 июня 1877 года в Казани.

## Труды
- Таблицы спряжения неправильных глаголов французского языка / Сост. П. Бересфордом, лектором Имп. Казан. ун-та
- Дневник Перси Бересфорда, лектора английского языка в Казанском университете [рукопись :] : в 2-х частях